# Galline in fuga
Galline in fuga (Chicken Run) è un film d'animazione del 2000 diretto da Peter Lord e Nick Park, realizzato con la tecnica della stop-motion e prodotto dalla Dreamworks Animation in collaborazione con la Aardman Animations. Quarto lungometraggio della DreamWorks, il film è uscito nelle sale il 23 giugno del 2000 e in Italia il 15 dicembre dello stesso anno.

## Trama
(Tagline del film)
Le galline di un allevamento in una campagna inglese degli anni cinquanta sono costrette a produrre uova dalla mattina alla sera e quando non riescono a deporne neanche uno in un'intera settimana vengono uccise dai coniugi Melisha e Willard Tweedy, gli avidi proprietari dell'allevamento. Le galline provano in ogni modo a scappare, ma ogni volta vengono scoperte dai Tweedy. Un giorno la signora Tweedy, non contenta dei guadagni dati dalla produzione delle uova, acquista una macchina automatica per produrre dei pasticci di pollo.
Tra tutte le galline del pollaio il personaggio principale è la Signora Gaia, la quale guida le compagne alla ricerca di nuovi modi per scappare soprattutto dopo che una di loro, Edwina, è stata uccisa dai Tweedy dopo che non ha deposto uova per tutta la settimana. Una notte arriva nel pollaio Rocky Bulboa, un aitante gallo americano di cui Gaia si innamora: le galline pensano di fuggire imparando a volare da lui dopo aver visto un manifesto che lo mostra volare in aria. Seppure sia esitante e si sia slogato l'ala, il gallo accetta di aiutare le galline a imparare a volare, ma i tentativi finiscono in fallimento. Gaia intanto si rende conto che sta accadendo qualcosa di sospetto: delle grandi scatole arrivano nel granaio, la sua amica Baba non viene uccisa nonostante non abbia deposto uova negli ultimi tre giorni e infine vengono raddoppiate le razioni di cibo. Gaia intuisce che i Tweedy vogliono far ingrassare tutte le galline per ucciderle: proprio lei verrà rapita dai Tweedy per provare la macchina, ma fortunatamente Rocky arriva e riesce a salvarla appena in tempo. Durante la fuga sabotano la macchina, danneggiandola, ma scoprono che tutte le galline sono destinate a diventare pasticci di pollo e che quindi occorre trovare immediatamente un modo per fuggire.
Il giorno dopo, di nascosto, Rocky scappa lasciando l'altro pezzo del manifesto che lo ritraeva, grazie al quale le galline scoprono che questi in realtà non sa volare ma che è stato "sparato" da un cannone da circo. Gaia, dopo uno sconforto iniziale, chiede a Cedrone, il vecchio gallo del pollaio, cos'è la "vecchia carretta" che cita continuamente. Cedrone spiega che la carretta è un aeroplano, quindi Gaia e le altre galline costruiscono una macchina volante rubando gli attrezzi dal signor Tweedy, il quale sta nel frattempo aggiustando la macchina.
In pochi giorni la macchina volante è pronta: mentre le galline si preparano a decollare, il signor Tweedy abbassa la rampa di decollo, costringendo l'aereo a virare; l'uomo viene poi messo fuori gioco dalla coda dell'aereo e Gaia corre alla rampa per alzarla in fretta. Improvvisamente appare la signora Tweedy che cerca di uccidere Gaia con un'ascia, ma subito dopo ritorna Rocky, che riesce a mettere fuori combattimento la donna e ad aiutare Gaia ad alzare la rampa. L'aereo alla fine decolla e Rocky e Gaia riescono a salire a bordo; una volta dentro Rocky riceve uno schiaffo da Gaia per essere scappato e un bacio per essere tornato.
All'improvviso però la signora Tweedy si aggrappa a un filo di lucine rimasto legato all'aereo dove tenta di raggiungere le galline; Gaia cerca quindi di tagliare il filo con le forbici di Baba, ma fallisce. La signora Tweedy tenta poi di decapitare Gaia, ma la gallina sposta velocemente la testa e la donna taglia il filo, cadendo giù e finendo incastrata nella valvola di sicurezza della macchina per i pasticci di pollo, che viene sovraccaricata ed esplode in una pioggia di salsa. Il signor Tweedy le ricorda di averla avvertita sul fatto che le galline erano organizzate; prima che lei possa insultarlo, la porta del granaio le cade addosso.
Finalmente Rocky, Gaia e le altre galline scappano via dalla fattoria con la macchina volante e raggiungono un rifugio verde in mezzo a un lago, dove possono finalmente vivere libere e felici.

## Personaggi
- Gaia (Ginger): è la protagonista del film ed è la leader tra le galline, sebbene talvolta faccia fatica a farsi ascoltare. Risoluta, coraggiosa e determinata, inizialmente non va molto d'accordo con il gallo Rocky, nonostante lo ritenga la loro unica speranza di scappare. I due battibeccheranno per divergenze caratteriali, ma alla fine si innamoreranno.
- Rocky Bulboa (Rocky Rhodes): è il protagonista maschile del film ed è un aitante gallo americano che finisce nella fattoria per caso dopo essere stato sparato con un cannone da circo. Dal carattere esibizionista e allegro, promette falsamente alle galline di insegnare loro a volare quando Gaia minaccia di riconsegnarlo al circo. Va poco d'accordo con Cedrone, che appella ironicamente come "paparino", e con Gaia per i loro caratteri diversi, ma alla fine si metteranno insieme.
- Melisha Tweedy: antagonista principale del film, è la proprietaria della fattoria. Si occupa della gestione economica del luogo e detesta le galline. Sogna di diventare ricca e proprio per questo acquista il macchinario per fare i pasticci di pollo, sperando di ricavarci enormi guadagni. È una donna cinica, distaccata, irascibile, egoista e crudele. Maltratta sempre il marito Willard quando commette degli errori o dice sciocchezze, convinta che le teorie del marito stesso sulle galline siano frutto della sua fantasia. Viene sconfitta finendo nel macchinario, che esplode con lei incastrata.
- Willard Tweedy: antagonista secondario del film, è il marito di Melisha, molto meno rigido di quest'ultima, sebbene anche lui sia severo e crudele verso le galline (in particolare con Gaia), è un uomo ottuso, maldestro e pasticcione ma anche molto stupido e pauroso. Egli è l'unico ad accorgersi che le galline stanno tramando un piano di fuga, anche se la moglie non gli crede. Alla fine del film, dopo la fuga delle galline e la sconfitta della moglie, le dirà che aveva ragione sul fatto che le galline erano organizzate e, mentre lei si infuria di nuovo, la porta dell'ormai distrutto granaio le cade addosso.
- I cani: antagonisti terziari del film, sono i cani da guardia dei Tweedy. Rovinano i piani di fuga delle galline, facendo in modo che i padroni se ne accorgano e le rimandino nel recinto.
- Cedrone (Fowler): è il gallo più anziano del pollaio, nonché l'unico fino all'arrivo di Rocky. Da giovane è stato la mascotte di un plotone della Royal Air Force durante la seconda guerra mondiale. Per questo motivo racconta spesso degli aneddoti da lui vissuti durante la guerra, e uno di questi racconti fa venire in mente a Gaia l'idea di fuggire dalla fattoria a bordo di un aereo. È l'unico a non fidarsi di Rocky quando giunge alla fattoria, appellandolo come "American Yankee", e non va d'accordo con Tantona per la sua insubordinazione. Porta sempre con sé una "medaglia", che in realtà è una piccola spilla argentata raffigurante un uccello ad ali spiegate.
- Baba (Babs): è una gallina grassa e piuttosto svampita con la cresta azzurra, migliore amica di Gaia. Porta sempre con sé dei ferri da calza e sferruzza in ogni momento dei lavori a maglia. Sembra essere ossessionata dalle vacanze.
- Tantona (Bunty): è la gallina più grassa del pollaio, dal carattere bisbetico e realista, nonché rissosa e manesca. È in grado di deporre tantissime uova consecutivamente ed è solita donarne alcune alle compagne che non riescono a farne, per evitare loro di venire uccise dai padroni.
- Von (Mac): è una gallina magra, che indossa sempre un paio di rudimentali occhiali. È originaria della Svizzera, infatti parla con un accento tedesco (mentre nella versione originale è scozzese). È una sorta di ingegnere, infatti Gaia si rivolge sempre a lei per costruire i marchingegni necessari alla fuga.
- Frego e Piglio (Nick e Fetcher): sono due topi fratelli gemelli che rubano in giro per la fattoria gli oggetti che servono alle galline per fuggire. Opportunisti e golosi, vogliono essere pagati con le uova in cambio dei loro servigi. Durante la costruzione della carretta vengono pagati con una grande quantità di uova per ottenere i pezzi necessari a costruirla; alla fine, però, sono costretti a sacrificarle per tirarle contro la signora Tweedy, che si era attaccata alla carretta per impedire alle galline di fuggire. Alla fine del film si stabiliscono con le galline nella riserva e si mettono a discutere un nuovo progetto per avere altre uova. Frego è la mente del duo, mentre Piglio è il braccio destro non molto in gamba.

## Distribuzione
Il film è uscito nelle sale statunitensi a partire dal 23 giugno 2000 e nelle sale britanniche per il 30 giugno, mentre in Italia il 15 dicembre dello stesso anno.

### Edizione italiana

#### Doppiaggio
L'edizione italiana del film è stata curata da Francesco Vairano, direttore del doppiaggio e anche autore di dialoghi, con l'assistenza di Roberta Schiavon. Il doppiaggio italiano, invece, fu eseguito dalla C.V.D. presso la International Recording.

## Accoglienza

### Incassi
Il film, costato 45 milioni di dollari, ottenne un buon successo totalizzando un incasso di 224 834 564$, classificandosi come uno dei film di animazione più visti di quell'anno.
È il film di animazione in stop-motion con il più alto incasso di sempre nella storia del cinema.
In Italia il film ha incassato 3,5 milioni di Lire.

### Critica
Il film è stato accolto in maniera estremamente positiva dalla critica.
Sul sito di recensioni Rotten Tomatoes riporta il punteggio del 97% ed una valutazione del 8,1/10, basato su 171 recensioni, mentre il consenso critico del sito recita: "Galline in Fuga presenta tutto il fascino di Wallace & Gromit e ha qualcosa per tutti; la recitazione è favolosa, lo slapstick è brillante e le scene d'azione sono magnifiche". Su Metacritic detiene un punteggio di 88 su 100 basato su 34 recensioni, indicando un "plauso universale".

## Riconoscimenti
- 2001 – Golden Globe
  - Candidatura al miglior film commedia o musicale

- 2001 – Premio BAFTA
  - Candidatura al miglior film britannico
  - Candidatura ai migliori effetti speciali a Paddy Eason, Mark Nelmes e Dave Alex Riddett

- 2001 – Saturn Award
  - Candidatura al miglior film fantasy
  - Candidatura alla miglior sceneggiatura a Karey Kirkpatrick

- 2001 – Premio Amanda
  - Candidatura al miglior film straniero

- 2001 – Angel Award
  - Candidatura all'Angelo d'argento al miglior film

- 2000 – Annie Award
  - Candidatura al miglior film d'animazione
  - Candidatura alla miglior regia a Nick Park e Peter Lord
  - Candidatura alla miglior sceneggiatura a Karey Kirkpatrick

- 2001 – ASCAP Award
  - Film al top del box office a Harry Gregson-Williams e John Powell

- 2001 – Blockbuster Entertainment Awards
  - Miglior film per la famiglia

- 2000 – BMI Film & TV Award
  - Miglior colonna sonora a Harry Gregson-Williams

- 2001 – Premio Bodil
  - Candidatura al miglior film statunitense

- 2002 – British Animation Award
  - Miglior film europeo a Peter Lord e Nick Park

- 2001 – Critics' Choice Movie Award
  - Miglior film d'animazione

- 2001 – Dallas-Fort Worth Film Critics Association Award
  - Miglior film d'animazione
  - Candidatura al miglior film

- 2001 – Premio Robert
  - Candidatura al miglior film non statunitense

- 2001 – Empire Award
  - Candidatura al miglior film britannico
  - Candidatura al miglior regista britannico a Nick Park e Peter Lord
  - Candidatura al miglior debutto a Nick Park e Peter Lord

- 2000 – European Film Award
  - Candidatura al miglior film

- 2000 – Evening Standard British Film Award
  - Peter Sellers Award for Comedy a Peter Lord e Nick Park

- 2001 – Florida Film Critics Circle Awards
  - Miglior film d'animazione

- 2001 – Genesis Award
  - Miglior film

- 2001 – Golden Trailer Award
  - Miglior film d'animazione/per la famiglia

- 2001 – Golden Reel Award
  - Miglior montaggio sonoro (colonna sonora)
  - Candidatura al miglior montaggio sonoro in un film d'animazione

- 2001 – Premio Goya
  - Candidatura al miglior film europeo

- 2001 – Premio Hugo
  - Candidatura alla miglior rappresentazione drammatica

- 2001 – Kansas City Film Critics Circle Award
  - Miglior film d'animazione

- 2001 – Kids' Choice Award
  - Candidatura al miglior doppiaggio a Mel Gibson

- 2001 – Krok International Animated Films Festival
  - Festival Prize a Nick Park e Peter Lord

- 2000 – Las Vegas Film Critics Society Award
  - Miglior film per la famiglia

- 2001 – London Critics Circle Film Award
  - Candidatura al film britannico dell'anno
  - Candidatura al produttore britannico dell'anno a Peter Lord, Nick Park e David Sproxton

- 2000 – Los Angeles Film Critics Association Award
  - Miglior film d'animazione

- 2000 – National Board of Review Award
  - Miglior film d'animazione

- 2001 – New York Film Critics Circle Award
  - Miglior film d'animazione

- 2001 – Phoenix Film Critics Society Award
  - Miglior film d'animazione
  - Miglior film per la famiglia
  - Candidatura alla miglior colonna sonora a Harry Gregson-Williams e John Powell

- 2001 – Satellite Award
  - Miglior film d'animazione o a tecnica mista
  - Candidatura al miglior suono a Graham Headicar e James Mather

- 2001 – Southeastern Film Critics Association Award
  - Top Ten Films
  - Candidatura al miglior film

- 2001 – Young Artist Award
  - Miglior film d'animazione per la famiglia

## Altri media
Dalla pellicola è stato tratto un videogioco dal titolo Galline in fuga - Chicken Run, sviluppato dalla Blitz Games e distribuito dalla Eidos Interactive. Il gioco riprende fedelmente le atmosfere e la trama del film e si potranno vestire i panni di Gaia, Rocky, Frego e Piglio.

## Sequel
Dopo quasi 20 anni, nell'aprile 2018 The Hollywood Reporter ha confermato che la Aardman Animations avrebbe lavorato al sequel Galline in fuga - L'alba dei nugget, e che sarebbe stato diretto da Sam Fell, già regista di Giù per il tubo e ParaNorman. Mentre alla sceneggiatura avrebbero collaborato Karey Kirkpatrick e John O'Farrell.
Il 16 ottobre 2019 il sequel entra ufficialmente in pre-produzione.
A giugno 2020 Netflix annunciò di aver stretto un accordo con Aardman e che si è occupata della distribuzione del film la cui uscita è stata il 15 dicembre 2023.
Il film, vede numerosi cambiamenti riguardante il cast delle voci dei personaggi. Zachary Levi, Thandiwe Newton, Romesh Ranganathan, Daniel Mays e David Bradley sostituirono Mel Gibson, Julia Sawalha, Timothy Spall, Phil Daniels e Benjamin Whitrow, mentre Miranda Richardson, Jane Horrocks, Imelda Staunton e Lynn Ferguson ridoppiarono i loro personaggi. New entry saranno Bella Ramsey nel ruolo di Molly, Nick Mohammed nel ruolo del Dottor Fritto, e Josie Sedgwick-Davies nel ruolo di Frizzle.